# Juan Alberto Melgar Castro
Juan Alberto Melgar Castro (né le 20 juin 1930 à Marcala et mort le 2 décembre 1987 à San Pedro Sula) est un homme d'État hondurien. Il est président de la République du 22 avril 1975 au 7 août 1978.